# Codici nella Bibbia
I codici nella Bibbia, noti anche come codici nella Torah, sono parole e frasi estratti con metodi crittografici saltatori e loro raggruppamenti ed "incroci semantici" con altre parole e frasi in chiaro nel testo della Bibbia che alcune persone credono siano pieni di significato, degne di attenzione, dal momento che esisterebbero intenzionalmente in forma crittografata nel testo originale in ebraico della Torah. Questi presunti codici sono stati resi famosi dal libro venduto in Italia col titolo Codice Genesi di autori Michael Drosnin ed Eliyahu Rips (titolo originale inglese: The Bible Code), che più o meno apertamente dichiarano che questi codici possono predire il futuro. Queste idee sono fortemente messe in dubbio dagli scettici e da molti gruppi religiosi.

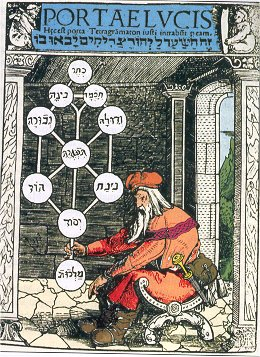
Decrittazione mediante l'albero delle Sephirot.

## Sequenze di lettere equidistanti
Il metodo principale che presuntamente porterebbe a decifrare i messaggi significativi consiste nell'estrazione di "sequenze di lettere equidistanti", o ELS (dell'inglese Equidistant Letter Sequence). Per ottenere una ELS da un testo, bisogna scegliere un punto d'inizio (in principio, qualsiasi lettera) e saltare un certo numero di lettere, anche prescelto liberamente (ma costante) e può essere negativo (in sequenza all'indietro del testo). In seguito, cominciando dal punto d'inizio, si prelevano "meccanicamente" le lettere dal testo, senza scartarne nessuna e mantenendo costante la spaziatura di prelievo.
Per esempio, se si "estraggono" le lettere in grassetto nel ParagrafoSceltoDannoUnELS - si ottiene la sequenza "P-G-O-L-A-U-S". Il salto scelto è +4. Nella tecnica proposta da Rips e Drosnin gli spazi e la punteggiatura sono palesemente trascurati.
Frequentemente più di un ELS relativo può apparire simultaneamente in una formazione di lettere ELS. Questa si ottiene scrivendo il testo in una griglia regolare, con esattamente lo stesso numero di lettere in ciascuna linea, ed in seguito si sceglie di tagliare un rettangolo nella griglia di lettere.

Sistemazione delle lettere dal testo inglese della Genesi 26:5–10 in una griglia di 21 colonne; una estrazione di lettere formanti parole che danno come risultato "Bible" e "code". Miriadi di altri intervalli numerici e selezioni di determinate aree possono fornire ulteriori parole e loro incroci, più o meno significativi e probabili.

Nell'esempio sottostante, parte del libro biblico della Genesi (in inglese, la versione di re Giacomo (26:5–10) viene mostrata con 21 lettere per ogni riga. Gli ELS (tratti dal testo inglese) che codificano "Bible" e "code" vengono mostrati qui sotto. Di solito nel libro di Drosnin si mostra un rettangolo più piccolo, come quello evidenziato nella figura. In quel caso non si notano le lettere mancanti tra righe adiacenti nell'immagine, ma è essenziale che il numero di lettere mancanti sia lo stesso per ogni paio di righe adiacenti.
Sebbene l'esempio sopra riportato sia in lingua inglese, i codici presenti nella Bibbia utilizzano soprattutto la lingua ebraica. Per ragioni religiose, molti tra gli studiosi ebrei che propugnano queste ricerche utilizzano esclusivamente la Torah ebraica (che si comprende dalla Genesi al Deuteronomio).

## Storia
Per quanto si conosce, un rabbino spagnolo del tredicesimo secolo di nome Bachya ben Asher fu il primo che descrisse un ELS nella Bibbia. Il suo esempio di quattro lettere è legato al punto zero del calendario ebraico. Nei secoli successivi ci furono molti tentativi di trovare ELS con diverse tecniche, ma ne sono stati trovati ben pochi esempi prima della metà del ventesimo secolo. A questo punto, molti esempi furono trovati dal rabbino slovacco Michael Ber Weissmandl e pubblicati dai suoi studenti dopo la sua morte avvenuta nel 1957. Ciononostante, la pratica rimase sconosciuta ai più fino alla fine degli anni ottanta, quando alcune scoperte di una scuola israeliana giunsero all'attenzione del matematico Eliyahu Rips della Università ebraica di Gerusalemme. Eliyahu Rips cominciò a studiare con il suo collaboratore di studi religiosi Doron Witztum e molti altri.
Uno dei primi cercatori di messaggi nascosti nella Bibbia fu Isaac Newton, che credeva che la bibbia fosse "un crittogramma creato dall'Altissimo - un enigma di Dio di eventi passati e futuri divinamente preordinati. Questa Profezia è chiamata la Rivelazione, con rispetto alle Scritture della Verità, sulle quali al Profeta Daniele fu comandato di fare silenzio e sigillarle, fino al tempo della fine. Quando questo tempo arriverà, l'Agnello di Dio aprirà i sigilli."

### "Esperimento dei rabbini famosi" di Rips e Witzum
L'esperimento dei "rabbini famosi" è stato pubblicato su diverse riviste bibliche e statistiche. In questo esperimento del 1985 i ricercatori israeliani Elyahu Rips e Doron Witztum hanno cercato i nomi e le date di nascita o di morte di una serie di rabbini. Inizialmente sono stati selezionati 34 rabbini vissuti fra il 90 e il 1900 d.C. Erano i rabbini con le biografie più lunghe nell'Enciclopedia degli uomini famosi d'Israele.
Hanno introdotto i nomi e le date nel programma contenente la Genesi, con il compito di cercare le codifiche. Per tutti e 34 i rabbini si sono trovati i nomi codificati in stretta prossimità con le date di nascita o di morte del rabbino. I due studiosi sostennero che la probabilità che questi nomi si trovassero in prossimità alle rispettive date è di 1 su 700 000 000.
Per cercare di eliminare ogni possibilità di trucchi, la rivista Statistical Science chiese di ripetere l'esperimento con altri 32 rabbini (i successivi, in ordine d'importanza), prima di pubblicare l'articolo sull'esperimento. Alla sorpresa dei critici più scettici, l'esperimento fu nuovamente coronato da successo. L'esito mostrò che le date di nascita o di morte dei rabbini erano codificate in stretta prossimità con i nomi. Per cui l'editore di Statistical Science fu costretto a pubblicare l'articolo. Nel suo commento egli scrisse: "I nostri critici erano perplessi: le loro convinzioni erano che il libro della Genesi non potesse contenere riferimenti sensati a individui dell'era moderna […] L'articolo viene perciò offerto ai lettori come una sfida."
In un articolo di Bible Reviev il dott. Satinover riferisce che la probabilità matematica di ritrovare codificati i nomi di 66 saggi ebrei associati alle loro date di nascita o di morte è inferiore a 1 a 2,5 miliardi.
Quando i ricercatori hanno provato a rifare l'esperimento analizzando altri testi religiosi ebraici, come il Talmud, non hanno ottenuto risultati significativi. Perfino con il Pentateuco samaritano – che è una variante dei 5 libri di Mosè con numerose piccole differenze di testo e di dettagli – non si sono trovati risultati di valore.
Il professor Harold Gans, matematico e autore di più di 180 saggi tecnici, è stato un autorevole ricercatore al Pentagono. Quando è venuto a conoscenza di questi fatti era scettico e dichiarava "ridicole" le affermazioni fatte. Però, avendo a disposizione dei computer, nel 1989 creò un programma per confutare le affermazioni di Witztum, Rosenberg e Rips. Durante 19 giorni e notti il programma esaminò il testo della Genesi (78 064 caratteri) ricercando, oltre ai nomi e alle date dei saggi, anche le città di nascita e di morte di ciascuno di loro. Con sua grande sorpresa Gans arrivò alla conclusione che i codici ELS sono effettivamente presenti nella Bibbia ed oggi fa parte di coloro che sostengono l'impossibilità che vi siano apparsi per caso o per disegno umano.

### The Bible Codee previsioni di Drosnin
Di nuovo i risultati vennero interpretati come significativi e suggestivi di un risultato non dovuto al caso. I codici nella Bibbia divennero famosi al grande pubblico grazie al giornalista statunitense Michael Drosnin, che con il suo libro The Bible Code (tradotto in italiano come Codice Genesi, pubblicato in Italia nel 1997) divenne un best seller in molti paesi.
Secondo Michael Drosnin, il suo più famoso successo è stata la predizione dell'assassinio del primo ministro israeliano Yitzhak Rabin, mediante i "Codici nella Bibbia". Gli scettici dichiarano che per chiunque fosse bene addentro all'atmosfera politica di quegli anni in Israele, il predire (senza alcun dettaglio addizionale) il fatto che il premier Rabin sarebbe stato assassinato non sia un fatto particolarmente eclatante, anche se drammatico. Nel 2002, Michael Drosnin pubblicò un secondo libro sullo stesso soggetto, col titolo inglese The Bible Code II.
Il gruppo oltranzista ebraico Aish-HaTorah utilizza i Codici nella Bibbia nei suoi "Discovery Seminars" per cercare di convincere gli ebrei secolarizzati, atei o indifferenti, sulla divinità della Bibbia e per indurli a fidarsi dei loro tradizionali insegnamenti ebraico-ortodossi.
L'utilizzo delle tecniche del "Codice Biblico" si è diffusa presso alcuni circoli di cristiani protestanti, specialmente negli Stati Uniti. I principali e primi propositori furono, che un giudeo messianico, o Grant Jeffrey. Un'altra tecnica assimilabile a quelle del "Codice Biblico" viene sviluppata sin dal 1997 da Dean Coombs (anche lui cristiano). Queste persone dichiarano che le parole estratte tramite gli ELS formerebbero pittogrammi, con valenza profetica. Dagli anni 2000 in poi, la maggioranza dei libri e dei website relativi a questo argomento sono prodotti da cristiani.

## Critiche

### Obiezioni contro la validità dei codici
L'obiezione principale avanzata contro i codici nella Bibbia, proposti da Drosnin è che la teoria dell'informazione non impedisce al "rumore semantico" di assumere forme che talvolta sembrano significative. Così, si spiegherebbe come strutture semantiche simili (derivate dall'estrazione saltatoria), possano essere trovate in libri diversi dalla Bibbia. Anche se la probabilità di trovare un ELS in un punto casuale di un testo, accanto ad una parola correlata in modo significativo sembra poco probabile, vi sono così tanti possibili punti di partenza ed intervalli di salto che ci si può rendere conto come sia completamente naturale che queste frasi con significato appaiano (anche se sono totalmente casuali).
Rispondendo ad una esplicita sfida fatta da Drosnin, che dichiarava che altri testi, anche vasti, come Moby Dick, non potevano nascondere ELS, il matematico australiano Brendan McKay scoprì molti arrangiamenti di lettere ELS in Moby Dick che possono essere correlati ad eventi moderni, includendo l'assassinio di Martin Luther King. Inoltre trovò un codice relativo all'assassinio di Rabin, contenente il nome e cognome dell'assassino ed il nome dell'università che frequentava, così come anche la ragione che lo indusse a commettere il crimine ("Oslo", relativo agli Accordi di Oslo del 1993).
Altre persone, come il fisico statunitense Dave Thomas, hanno trovato altri esempi in molti testi. Inoltre, Drosnin si è servito della flessibilità della lingua ebraica, riguardo all'ortografia sfruttandola a suo vantaggio, miscelando liberamente l'ebraico classico (nessuna vocale, Y e W rigorosamente consonanti) e le modalità moderne (Y e W utilizzati per indicare le vocali 'i' ed 'u'), come pure variabilità nella pronuncia di K e T, in modo da raggiungere il significato che gli serviva. Nella sua serie televisiva John Safran vs God (J.S. contro Dio), il personaggio televisivo australiano John Safran, riuscì a trovare assieme a McKay riferimenti in codice agli attentati dell'11 settembre 2001, nel testo di alcune canzoni del repertorio di Vanilla Ice. Inoltre, i noti riferimenti numerici presenti nella Bibbia, come il famoso numero della bestia, non danno alcun risultato significativo quando utilizzati per decodificare la Bibbia. E non si possono ignorare le conseguenze causate da errori di trascrizione degli scribi (ad esempio, errori d'ortografia, aggiunte, cancellazioni, letture erronee e separazione di lettere), che sono sicuramente presenti, si sono tramandati nel corso dei secoli e rendono difficile credere all'esistenza di un messaggio in codice, presente ad alti intervalli di estrazione, se sono possibili così tanti errori.

### Difesa dei codici
I proponenti dei codici rispondono dichiarando che gli insiemi di lettere ELS che appaiono nella Bibbia sono qualitativamente migliori in qualche modo rispetto a quelli che appaiono in altri libri. Essi indagano anche altri tipi di codice e di cifrature per riuscire a controbattere la critica.
Tuttavia, mancando una misura oggettiva di qualità ed un modo oggettivo per selezionare i testi in esame, non è possibile stabilire se qualsiasi osservazione fatta sia significativa oppure no. Per questa ragione, la maggior parte dello sforzo fatto dagli scettici si concentra sulle cosiddette "dimostrazioni scientifiche" eseguite da Witztum, Rips e Gans.

### Confutazione scientifica dei codici
Nel 1999, McKay, assieme ai matematici Dror Bar-Natan e Gil Kalai, e lo psicologo Maya Bar-Hillel, pubblicava un articolo in Statistical Science che asseriva fornire una adeguata confutazione dei primi lavori di Witztum e Rips. L'articolo venne rivisto anonimamente da quattro statistici professionisti che dichiararono conclusiva la completa confutazione fatta da McKay.
Le loro argomentazioni principali erano:
- I dati utilizzati da Witztum e Rips erano una lista di nomi di rabbini in ebraico. La lingua ebraica è alquanto flessibile per quanto riguarda la pronuncia dei nomi e ogni rabbino ha parecchi appellativi diversi (alias e diminutivi), per questo motivo si dovrebbe avere un riguardo particolare nella scelta del nome da ricercare. Per questo i loro risultati possono essere spiegati affermando che i dati non erano stati raccolti correttamente. Dall'articolo: «...i dati erano ben lontani dall'essere stati chiaramente definiti dalle regole dei loro esperimenti. Piuttosto, c'era molta flessibilità di opinioni possibili, specialmente nella scelta dei nomi dei rabbini più famosi».
- C'è un'evidenza indiretta che i dati non vennero di fatto raccolti in maniera corretta; vale a dire che la scelta dei nomi e delle pronunce era in qualche modo di parte, preferendo quelli che confermavano le ipotesi del codice.
- Tentativi di ripetizione dell'esperimento, nonostante fosse fatto in modo analogo, non ottennero esattamente gli stessi risultati nelle ultime cifre. Dall'articolo: «Un problema tecnico che ci diede alcune difficoltà fu che WRR non è stato in grado di fornirci gli originali programmi per computer. Nessuno dei due programmi distribuiti da WRR, né le nostre implementazioni dell'algoritmo come descritto negli articoli di WRR, hanno prodotto in modo convincente le esatte distanze elencate [da WRR]».

L'articolo di McKay non andò così lontano da accusare Witzume e Rips di falsificazione del loro esperimento, invece discuteva sul fatto che l'esperimento ELS è estremamente sensibile al più piccolo cambiamento di pronuncia dei nomi. Questo fatto, combinato con la possibilità di opinioni contrastanti, venne sfruttato da McKay et al. per duplicare i risultati della Genesi in una traduzione ebraica di Guerra e Pace.

### Di argomento religioso-escatologico
- Apocalisse
- Bibliomanzia
- Crittografia
- Ebraismo
- Fine dei giorni
- Fine del mondo
- Letteratura israeliana
- Nostradamus
- Numero della Bestia
- Rabbino Weissmandel
- Testi sacri ebraici

### Di argomento matematico
- Teoria ergodica, che è di fondamento alla moderna teoria dell'informazione.
- Teoria dell'informazione, che coinvolge alcune proprietà statistiche inerenti a lunghe sequenze di testo.
- Teoria di Ramsey, che apporta l'interessante ed importante nozione di "coincidenze non evitabili"
- Dinamiche simboliche, un sotto-campo della teoria ergodica che ha a che fare con la possibilità multidimensionale di sequenze simboliche.